# Diphobia familiaris
Diphobia familiaris là một loài bọ cánh cứng trong họ Ptinidae. Loài này được Olliff miêu tả khoa học năm 1886.